# Грб Станара
Грб Станара је званични грб српске општине Станари. Грб је усвојен у октобру 2015. године.

## Опис грба
Симбол општине има облик једноставног амблема, налик на оне из доба комунизма, који својим распоредом боја зелене и црне, те сликом са два укрштена црна чекића на средини указује на рударску симболику.
Пратећи елементи попут димњака, класа пшенице и пруга у врху такође личе на симболику из комунистичког времена.